# HPH 304

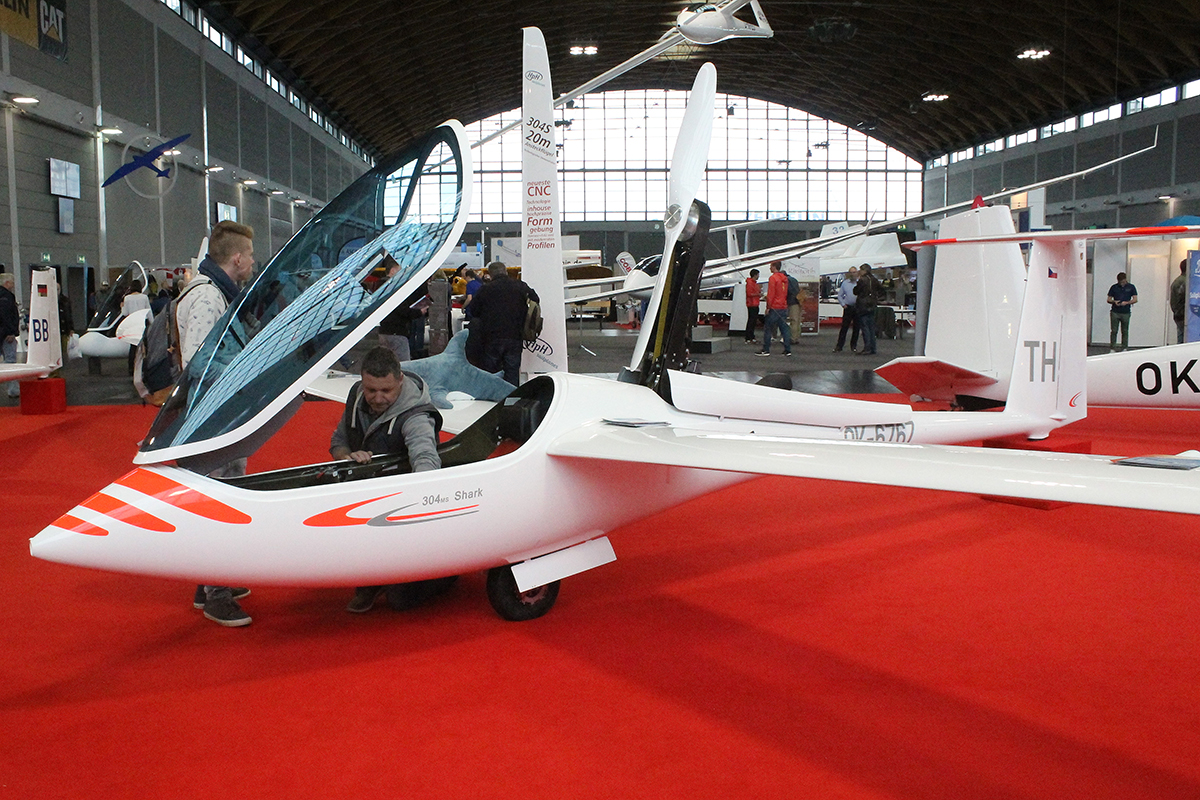
Eine HpH 304 MS Shark mit SOLO-2625-01-Triebwerk

HpH 304 ist eine Baureihe von Segelflugzeugen des tschechischen Segelflugzeugherstellers HpH Sailplanes, die vom Segelflugzeug Glasflügel 304 abgeleitet sind.

## Versionen

### 304CZ(-17)
Nach Übernahme der 304-Formen aus der Konkursmasse von Glasflügel Segelflugzeugbau wurde ab 1998 zunächst das beliebte Rennklasseflugzeug mit 15 Metern Spannweite weitgehend unverändert weitergebaut.
Seit 2000 wird die 304CZ optional mit ansteckbaren 15-m-Winglets sowie mit Ansteckflügeln auf 17,43 Meter Spannweite als 304CZ-17 angeboten.

### 304C Wasp
Eine Variante der 304CZ ohne Wölbklappen für die FAI-Standardklasse. Die Tragflächen mit Winglets haben 15 Meter Spannweite und sind mit Schempp-Hirth-Bremsklappen anstelle der Hinterkanten-Dreh-Bremsklappen der CZ ausgerüstet. Seit 2001 im Programm.

### 304S Shark
Seit 2006 gebautes komplett neu konstruiertes Flugzeug. Optimiert für die FAI-18-m-Klasse. Optional mit TBS-400N-Strahltriebwerk als Heimkehrhilfe erhältlich (304 SJ) oder mit Motorisierung Binder SOLO 2625-01 als Eigenstarter (304 MS) sowie als Shark 304ES mit FES (Front Electric Sustainer).
Die HpH 304S Shark verfügt serienmäßig über Flaperons, Wassertanks zum Aufnehmen von Wasserballast (180 Liter), dreistöckige Schempp-Hirth-Luftbremsklappen und eine elliptische Gestaltung der Flügelenden und des Höhenleitwerkes (zur Verringerung d. Widerstandes).
Außerdem finden automatische Anschlüsse der Steuerorgane, der Ansteckenden (Tragfläche), der Wassertanks und des Flaperons Verwendung.

### 304TS TwinShark
Die als „TwinShark“ bezeichnete 304TS ist ein doppelsitziges Hochleistungssegelflugzeug der Doppelsitzerklasse. Sie verfügt über Flaperons und auf der Flächenoberseite ausfahrende, dreistöckige Schempp-Hirth-Bremsklappen. Der Segler entstand als komplette Neuentwicklung. Typisch für die Shark-Reihe hat auch die 304TS nach unten gewölbte Flügelenden am Höhenleitwerk. Es gibt zwei Versionen der 304TS, die sich nur in der Motorisierung unterscheiden. Derzeit (Stand September 2020) ist nur die 304MTS, welche mit einem SOLO-2625-02-Triebwerk mit 62 PS ausgestattet ist und somit Eigenstarts ermöglicht. Die 304JTS, welche mit einem Strahlentriebwerk als Heimkehrhilfe ausgestattet ist, befindet sich noch in der Entwicklungsphase.

## Technische Daten
| Kenngröße                   | 304CZ(-17)               | 304C Wasp                     | 304S Shark                                  | 304TS TwinShark |
| --------------------------- | ------------------------ | ----------------------------- | ------------------------------------------- | --------------- |
| Besatzung                   | 1                        | 1                             | 1                                           | 2               |
| Länge                       | 6,45 m                   | 6,45 m                        | 6,79 m                                      | 8,95 m          |
| Spannweite                  | 15 m (17,43 m)           | 15 m                          | 18 m                                        | 20 m            |
| Höhe                        | 1,36 m                   | 1,36 m                        | 1,48 m                                      |                 |
| Flügelfläche                | 9,88 m² (10,68 m²)       | 9,90 m²                       | 11,74 m²                                    | 15,3 m²         |
| Streckung                   | 22,78 (28,44)            | 22,80                         | 27,43 (22,57)                               | 26,5            |
| Rumpfhöhe                   |                          |                               | 0,83 m                                      |                 |
| Rumpfbreite                 | 0,64 m                   | 0,64 m                        | 0,62 m                                      |                 |
| Profil                      |                          | HQ 010-16-42                  | HpH xn2                                     | PW10-145/125    |
| Gleitzahl                   | 44 bei 116 km/h (ca. 47) | 43 bei 116 km/h               | 51 bei 125 km/h (45 bei 130 km/h)           | 49 bei 128 km/h |
| Geringstes Sinken           | 0,56 m/s bei 60 km/h     | 0,57 m/s bei 77 km/h (305 kg) | 0,44 m/s bei 66 km/h (0,52 m/s bei 62 km/h) | 0,5 m/s         |
| Leermasse                   | 235 kg                   | 235 kg                        | 280 kg (260 kg)                             | 495 kg          |
| max. Startmasse             | 450 kg                   | 450 kg                        | 600 kg (550 kg)                             | 850 kg          |
| Wasserballast               | 115 l                    | 115 l                         | 200 l                                       | 240 l           |
| min. Flächenbelastung       | 30,8 kg/m²               | 30,8 kg/m²                    | 29,6 kg/m² (33,3 kg/m²)                     | 39 kg/m²        |
| max. Flächenbelastung       | 45,55 kg/m² (?)          | 45,45 kg/m²                   | 50,8 kg/m² (55,5 kg/m²)                     | 55,5 kg/m²      |
| Höchstgeschwindigkeit (vNE) | 250 km/h                 | 250 km/h                      | 263 km/h                                    | 275 km/h        |